# Bergeron-Findeisen-Prozess
Der Bergeron-Findeisen-Prozess (nach Tor Bergeron und Walter Findeisen) beschreibt die Entstehung großer Tropfen in Wolken. Voraussetzung sind hoch reichende Mischwolken, in denen sich im Temperaturbereich von −10 °C bis −35 °C unterkühlte Wassertröpfchen und Eiskristalle nebeneinander befinden.
Bei gleicher Oberflächengestalt und Temperatur ist der Sättigungsdampfdruck über Wasser höher als über Eis, sodass die Wolkenluft über den Wassertröpfchen ungesättigt ist, was dazu führt, dass die unterkühlten Tröpfchen verdunsten und der entstandene Wasserdampf sich durch Resublimation an den Eiskristallen niederschlägt. Die Eiskristalle vergrößern sich weiter durch Anfrieren von unterkühlten Wassertröpfchen sowie durch Verkeilung bzw. elektrostatische Anziehung weiterer Eiskristalle. Ab einer bestimmten Größe können die Eiskristalle vom Aufwind nicht mehr gehalten werden und beginnen zu fallen.
Beim Ausfallen durch die Wolke oder darunter liegende Wolken werden weitere Tröpfchen aufgesammelt, die die Größe und die Fallgeschwindigkeit weiter erhöhen. Beim Überschreiten der 0 °C-Grenze (eigentlich des Schmelzpunktes) schmelzen die Kristalle und erreichen den Erdboden als großtropfiger Regen.
Wenn der Fallweg kalt genug ist, also vor allem im Winter, aber auch bei speziellen Wetterlagen im Sommer, unterbleibt der Schmelzprozess, sodass der Niederschlag in Form von Schnee fällt.